# Golden Globe-díj az év színész felfedezettjének
A Golden Globe-díj az év színész felfedezettjének a Golden Globe-díj egyik megszűnt kategóriája. A Hollywood Foreign Press Association szervezet adta át 1948 és 1983 között az éves Golden Globe-gáláján.
Elsőként az 5. Golden Globe-gálán osztották ki, Richard Widmark színész nyerte meg A halál csókja (1947) című filmjével. A díjat többször is átnevezték, 1949-ben, 1951-ben, 1978-ban, valamint 1982-ben nem adták át. 1954 és 1965 között szinte minden évben több győztest is kihirdettek.
A kategória legutolsó győztese Ben Kingsley volt, ő 1983-ban a 40. Golden Globe-gálán vehette át a díjat, a Gandhi (1982) című film címszerepéért. A következő évtől kezdve már nem osztották ki a díjat.

## Győztesek és jelöltek
Az "Év" oszlopban szereplő évszám az értékelt filmek bemutatási évére utal. A zárójelben megadott díjátadót – ahol ezen filmek férfi színészei közül győztest hirdettek – a következő évben tartották meg.

### 1940-es évek
| Év           | Színész              | Színész              | Magyar cím           | Eredeti cím          |
| 1947 5. gála |                      |                      |                      |                      |
| ------------ | -------------------- | -------------------- | -------------------- | -------------------- |
| 1947 5. gála |                      | Richard Widmark      | A halál csókja       | Kiss of Death        |
| 1948 6. gála | nem adták át a díjat | nem adták át a díjat | nem adták át a díjat | nem adták át a díjat |
| 1949 7. gála |                      |                      |                      |                      |
|              | Richard Todd         | Tüske a szívben      | The Hasty Heart      |                      |

### 1950-es évek
| Év             | Színész              | Színész                      | Magyar cím                       | Eredeti cím          |
| 1950 8. gála   | nem adták át a díjat | nem adták át a díjat         | nem adták át a díjat             | nem adták át a díjat |
| 1951 9. gála   |                      |                              |                                  |                      |
| -------------- | -------------------- | ---------------------------- | -------------------------------- | -------------------- |
| 1951 9. gála   |                      | Kevin McCarthy               | Az ügynök halála                 | Death of a Salesman  |
| 1952 10. gála  |                      |                              |                                  |                      |
|                | Richard Burton       |                              | My Cousin Rachel                 |                      |
| Aldo Ray       | Pat és Mike          | Pat and Mike                 |                                  |                      |
| Robert Wagner  |                      | Stars and Stripes Forever    |                                  |                      |
| 1953 11. gála  |                      |                              |                                  |                      |
|                | Richard Egan         |                              | The Glory Brigade                |                      |
|                | Richard Egan         | The Kid from Left Field      |                                  |                      |
|                | Steve Forrest        |                              | So Big                           |                      |
|                | Hugh O’Brian         | A férfi az Alamo-erődből     | The Man from the Alamo           |                      |
| 1954 12. gála  |                      |                              |                                  |                      |
|                | Joe Adams            |                              | Carmen Jones                     |                      |
|                | George Nader         | Az apacsok lázadása          | Four Guns to the Border          |                      |
|                | Jeff Richards        | Hét menyasszony hét fivérnek | Seven Brides for Seven Brothers  |                      |
| 1955 13. gála  |                      |                              |                                  |                      |
|                | Ray Danton           | Holnap sírni fogok           | I'll Cry Tomorrow                |                      |
|                | Russ Tamblyn         |                              | Hit the Deck                     |                      |
| 1956 14. gála  |                      |                              |                                  |                      |
|                | John Kerr            | Tea és vonzalom              | Tea and Sympathy                 |                      |
|                | Paul Newman          | Az ezüst kehely              | The Silver Chalice               |                      |
|                | Anthony Perkins      | Szemben az erőszakkal        | Friendly Persuasion              |                      |
| 1957 15. gála  |                      |                              |                                  |                      |
|                | James Garner         | Szajonara                    | Sayonara                         |                      |
|                | John Saxon           |                              | This Happy Feeling               |                      |
|                | Patrick Wayne        | Az üldözők                   | The Searchers                    |                      |
| 1958 16. gála  |                      |                              |                                  |                      |
|                | Bradford Dillman     |                              | In Love and War                  |                      |
|                | John Gavin           |                              | A Time to Love and a Time to Die |                      |
|                | Efrem Zimbalist Jr.  |                              | Too Much, Too Soon               |                      |
| David Ladd     |                      | The Proud Rebel              |                                  |                      |
| Ricky Nelson   | Rio Bravo            | Rio Bravo                    |                                  |                      |
| 1959 17. gála  |                      |                              |                                  |                      |
|                | George Hamilton      |                              | Crime and Punishment U.S.A.      |                      |
|                | James Shigeta        |                              | The Crimson Kimono               |                      |
|                | Barry Coe            |                              | A Private's Affair               |                      |
|                | Troy Donahue         |                              | A Summer Place                   |                      |
| Michael Callan |                      | The Flying Fontaines         |                                  |                      |

### 1960-as évek
| Év                 | Színész                                        | Színész                                          | Magyar cím                 | Eredeti cím           |
| 1960 18. gála      |                                                |                                                  |                            |                       |
| ------------------ | ---------------------------------------------- | ------------------------------------------------ | -------------------------- | --------------------- |
| 1960 18. gála      |                                                | Michael Callan                                   |                            | Because They're Young |
| 1960 18. gála      |                                                | Mark Damon                                       | Az Usher-ház bukása        | House of Usher        |
| 1960 18. gála      |                                                | Brett Halsey                                     |                            | Desire in the Dust    |
| 1960 18. gála      | Peter Falk                                     | Murder, Inc.                                     | Murder, Inc.               |                       |
| 1960 18. gála      | David Janssen                                  |                                                  | Hell To Eternity           |                       |
| 1960 18. gála      | Robert Vaughn                                  | A hét mesterlövész                               | The Magnificent Seven      |                       |
| 1961 19. gála      |                                                |                                                  |                            |                       |
|                    | Warren Beatty                                  | Ragyogás a fűben                                 | Splendor in the Grass      |                       |
| Bobby Darin        | Mr. Szeptember                                 | Come September                                   |                            |                       |
|                    | Richard Beymer                                 | West Side Story                                  | West Side Story            |                       |
| George Chakiris    |                                                | West Side Story                                  | West Side Story            |                       |
| George C. Scott    | A svindler                                     | The Hustler                                      |                            |                       |
| 1962 20. gála      |                                                |                                                  |                            |                       |
|                    | Keir Dullea                                    | David és Lisa                                    | David and Lisa             |                       |
|                    | Peter O’Toole                                  | Arábiai Lawrence                                 | Lawrence of Arabia         |                       |
|                    | Omar Sharif                                    | Arábiai Lawrence                                 | Lawrence of Arabia         |                       |
|                    | Terence Stamp                                  | Billy Budd                                       | Billy Budd                 |                       |
| Paul Wallace       |                                                | Gypsy                                            |                            |                       |
| 1963 21. gála      |                                                |                                                  |                            |                       |
|                    | Albert Finney                                  | Tom Jones                                        | Tom Jones                  |                       |
|                    | Stathis Giallelis                              | Amerika, Amerika                                 | America America            |                       |
|                    | Robert Walker Jr.                              |                                                  | The Ceremony               |                       |
| Alain Delon        | A párduc                                       | The Leopard                                      |                            |                       |
| Peter Fonda        |                                                | The Victors                                      |                            |                       |
| Larry Tucker       |                                                | Shock Corridor                                   |                            |                       |
| 1964 22. gála      |                                                |                                                  |                            |                       |
|                    | Harve Presnell                                 | Az elsüllyeszthetetlen Molly Brown               | The Unsinkable Molly Brown |                       |
|                    | George Segal                                   |                                                  | The New Interns            |                       |
|                    | Hajím Topól                                    |                                                  | Sallah Shabati             |                       |
| 1965 23. gála      |                                                |                                                  |                            |                       |
|                    | Robert Redford                                 | Daisy Clover belülről                            | Inside Daisy Clover        |                       |
| Ian Bannen         | A Főnix felrepül                               | The Flight of the Phoenix                        |                            |                       |
| James Caan         | A dicsőség fiai                                | The Glory Guys                                   |                            |                       |
| James Fox          | Azok a csodálatos férfiak a repülő masináikban | Those Magnificent Men in Their Flying Machines   |                            |                       |
| Tom Nardini        | Cat Ballou legendája                           | Cat Ballou                                       |                            |                       |
| 1966 24. gála      |                                                |                                                  |                            |                       |
|                    | James Farentino                                | Hadúr                                            | The War Lord               |                       |
| Alan Arkin         | Jönnek az oroszok! Jönnek az oroszok!          | The Russians Are Coming, the Russians Are Coming |                            |                       |
| Alan Bates         | Georgy Girl                                    | Georgy Girl                                      |                            |                       |
| John Philip Law    | Jönnek az oroszok! Jönnek az oroszok!          | The Russians Are Coming, the Russians Are Coming |                            |                       |
| Antonio Sabàto Sr. | A nagy verseny                                 | Grand Prix                                       |                            |                       |
| 1967 25. gála      |                                                |                                                  |                            |                       |
|                    | Dustin Hoffman                                 | Diploma előtt                                    | The Graduate               |                       |
| Oded Kotler        |                                                | Three Days and a Child                           |                            |                       |
| Franco Nero        | Camelot                                        | Camelot                                          |                            |                       |
| Michael J. Pollard | Bonnie és Clyde                                | Bonnie and Clyde                                 |                            |                       |
| Tommy Steele       | A legboldogabb milliomos                       | The Happiest Millionaire                         |                            |                       |
| 1968 26. gála      |                                                |                                                  |                            |                       |
|                    | Leonard Whiting                                | Rómeó és Júlia                                   | Romeo and Juliet           |                       |
| Alan Alda          | Papíroroszlán                                  | Paper Lion                                       |                            |                       |
| Daniel Massey      |                                                | Star!                                            |                            |                       |
| Michael Sarrazin   |                                                | The Sweet Ride                                   |                            |                       |
| Jack Wild          | Olivér                                         | Oliver!                                          |                            |                       |
| 1969 27. gála      |                                                |                                                  |                            |                       |
|                    | Jon Voight                                     | Éjféli cowboy                                    | Midnight Cowboy            |                       |
| Helmut Berger      | Elátkozottak                                   | The Damned                                       |                            |                       |
| Glen Campbell      | A félszemű seriff                              | True Grit                                        |                            |                       |
| Michael Douglas    |                                                | Hail, Hero!                                      |                            |                       |
| George Lazenby     | Őfelsége titkosszolgálatában                   | On Her Majesty's Secret Service                  |                            |                       |

### 1970-es évek
| Év                   | Színész                              | Színész                                     | Magyar cím                      | Eredeti cím          |
| 1970 28. gála        |                                      |                                             |                                 |                      |
| -------------------- | ------------------------------------ | ------------------------------------------- | ------------------------------- | -------------------- |
| 1970 28. gála        |                                      | James Earl Jones                            | Jefferson utolsó menete         | The Great White Hope |
| 1970 28. gála        | Assaf Dayan                          | Hajnali ígéret                              | Promise at Dawn                 |                      |
| 1970 28. gála        | Frank Langella                       |                                             | Diary of a Mad Housewife        |                      |
| 1970 28. gála        | Joe Namath                           |                                             | Norwood                         |                      |
| 1970 28. gála        | Kenneth Nelson                       | A fiúk a csapatban                          | The Boys in the Band            |                      |
| 1971 29. gála        |                                      |                                             |                                 |                      |
|                      | Desi Arnaz Jr.                       |                                             | Red Sky at Morning              |                      |
| Tom Baker            | Cárok végnapjai                      | Nicholas and Alexandra                      |                                 |                      |
| Timothy Bottoms      | Johnny háborúba megy                 | Johnny Got His Gun                          |                                 |                      |
| Gary Grimes          | Kamaszkorom legszebb nyara           | Summer of ’42                               |                                 |                      |
| Richard Roundtree    | Shaft                                | Shaft                                       |                                 |                      |
| John Sarno           |                                      | The Seven Minutes                           |                                 |                      |
| 1972 30. gála        |                                      |                                             |                                 |                      |
|                      | Edward Albert                        | A pillangók szabadok                        | Butterflies Are Free            |                      |
| Frederic Forrest     | Amikor a legendák meghalnak          | When the Legends Die                        |                                 |                      |
| Kevin Hooks          | Csibész                              | Sounder                                     |                                 |                      |
| Michael Sacks        | Az ötös számú vágóhíd                | Slaughterhouse-Five                         |                                 |                      |
| Simon Ward           | A fiatal Churchill                   | Young Winston                               |                                 |                      |
| 1973 31. gála        |                                      |                                             |                                 |                      |
|                      | Paul Le Mat                          | American Graffiti                           | American Graffiti               |                      |
| Carl Anderson        | Jézus Krisztus szupersztár           | Jesus Christ Superstar                      |                                 |                      |
| Ted Neeley           | Jézus Krisztus szupersztár           | Jesus Christ Superstar                      |                                 |                      |
| Robby Benson         | Jeremy                               | Jeremy                                      |                                 |                      |
| Kirk Calloway        | Kimenő éjfélig                       | Cinderella Liberty                          |                                 |                      |
| 1974 32. gála        |                                      |                                             |                                 |                      |
|                      | Joseph Bottoms                       | A galamb                                    | The Dove                        |                      |
| James Hampton        | Hajrá, fegyencváros!                 | The Longest Yard                            |                                 |                      |
| Lee Strasberg        | A Keresztapa II.                     | The Godfather: Part II                      |                                 |                      |
| Steven Warner        | A kis herceg                         | The Little Prince                           |                                 |                      |
| Sam Waterston        | A nagy Gatsby                        | The Great Gatsby                            |                                 |                      |
| 1975 33. gála        |                                      |                                             |                                 |                      |
|                      | Brad Dourif                          | Száll a kakukk fészkére                     | One Flew Over the Cuckoo's Nest |                      |
| Roger Daltrey        |                                      | Tommy                                       |                                 |                      |
| Jeff Lynas           | Ahogy én láttam                      | Lies My Father Told Me                      |                                 |                      |
| Chris Sarandon       | Kánikulai délután                    | Dog Day Afternoon                           |                                 |                      |
| Ben Vereen           | Funny Lady                           | Funny Lady                                  |                                 |                      |
| 1976 34. gála        |                                      |                                             |                                 |                      |
|                      | Arnold Schwarzenegger                | Maradj éhen!                                | Stay Hungry                     |                      |
| Lenny Baker          | Következő megálló: Greenwich Village | Next Stop, Greenwich Village                |                                 |                      |
| Truman Capote        | Meghívás egy gyilkos vacsorára       | Murder by Death                             |                                 |                      |
| Jonathan Kahn        |                                      | The Sailor Who Fell from Grace with the Sea |                                 |                      |
| Harvey Stephens      | Ómen                                 | The Omen                                    |                                 |                      |
| 1977 35. gála        |                                      |                                             |                                 |                      |
| nem adták át a díjat |                                      |                                             |                                 |                      |
| 1978 36. gála        |                                      |                                             |                                 |                      |
|                      | Brad Davis                           | Éjféli expressz                             | Midnight Express                |                      |
| Chevy Chase          | Óvakodj a törpétől                   | Foul Play                                   |                                 |                      |
| Harry Hamlin         | A papa mozija                        | Movie Movie                                 |                                 |                      |
| Doug McKeon          |                                      | Uncle Joe Shannon                           |                                 |                      |
| Eric Roberts         | A cigányok királya                   | King of the Gypsies                         |                                 |                      |
| Andrew Stevens       | A fiúk a C századból                 | The Boys in Company C                       |                                 |                      |
| 1979 37. gála        |                                      |                                             |                                 |                      |
|                      | Ricky Schroder                       | A bajnok                                    | The Champ                       |                      |
| Dennis Christopher   | Start két keréken                    | Breaking Away                               |                                 |                      |
| Justin Henry         | Kramer kontra Kramer                 | Kramer vs. Kramer                           |                                 |                      |
| Dean Paul Martin     | Játékosok                            | Players                                     |                                 |                      |
| Treat Williams       | Hair                                 | Hair                                        |                                 |                      |

### 1980-as évek
| Év                   | Színész               | Színész                    | Magyar cím        | Eredeti cím     |
| 1980 38. gála        |                       |                            |                   |                 |
| -------------------- | --------------------- | -------------------------- | ----------------- | --------------- |
| 1980 38. gála        |                       | Timothy Hutton             | Átlagemberek      | Ordinary People |
| 1980 38. gála        | Christopher Atkins    | A kék lagúna               | The Blue Lagoon   |                 |
| 1980 38. gála        | William Hurt          | Változó állapotok          | Altered States    |                 |
| 1980 38. gála        | Michael O’Keefe       | A nagy Santini             | The Great Santini |                 |
| 1980 38. gála        | Steve Railsback       | A kaszkadőr                | The Stunt Man     |                 |
| 1981 39. gála        |                       |                            |                   |                 |
| nem adták át a díjat |                       |                            |                   |                 |
| 1982 40. gála        |                       |                            |                   |                 |
|                      | Ben Kingsley          | Gandhi                     | Gandhi            |                 |
| David Keith          | Garni-zóna            | An Officer and a Gentleman |                   |                 |
| Kevin Kline          | Sophie választása     | Sophie's Choice            |                   |                 |
| Eddie Murphy         | 48 óra                | 48 Hrs.                    |                   |                 |
| Henry Thomas         | E. T., a földönkívüli | E.T. the Extra-Terrestrial |                   |                 |

## Fordítás
- Ez a szócikk részben vagy egészben  a   Golden Globe Award for New Star of the Year – Actor című angol Wikipédia-szócikk fordításán alapul.  Az eredeti cikk szerkesztőit annak laptörténete sorolja fel. Ez a jelzés csupán a megfogalmazás eredetét és a szerzői jogokat jelzi, nem szolgál a cikkben szereplő információk forrásmegjelöléseként.

## Kapcsolódó szócikk
- Golden Globe-díj az év színésznő felfedezettjének